# 旋齒巴拉圭鯰
旋齒巴拉圭鯰（學名：Panaque cochliodon）為輻鰭魚綱鯰形目甲鯰科的其中一種，為熱帶淡水魚，分布於南美洲哥倫比亞Cauca與馬格達萊納河流域，體長可達30公分，棲息在底層水域，生活習性不明。與藍眼巴拉圭鯰同樣具有藍眼特徵。

## 扩展阅读
維基物種上的相關：旋齒巴拉圭鯰